# Діапазон вимірювань
Діапазо́н вимі́рювань — метрологічна характеристика засобу вимірювальної техніки, що визначає інтервал значень вимірюваної величини, в межах якого пронормовані похибки засобу вимірювань.
Значення величини, що обмежують діапазон вимірювань знизу і зверху, називають відповідно верхньою і нижньою границею вимірювань. 
Для підвищення точності вимірювань діапазон вимірювань розбивають на декілька піддіапазонів. При нормуванні похибки допускають для кожного піддіапазону свої граничні значення похибки вимірювання. Область значень шкали вимірювального приладу, котра обмежена початковим і кінцевим значеннями шкали, називають діапазоном показів.
Як правило, точність вимірювань на кінцях діапазону нижча, ніж у його середині. Для аналогових пристроїв, як чутливість так і точність вимірювального пристрою, зазвичай, менша в нижній частині діапазону вимірювання.
Для частини засобів вимірювань встановлені (і зазначені в технічних даних) точки вимірювань, в яких вони були відкалібровані на заводі (або у яких рекомендується періодичне калібрування користувачем) і в цій точці, як правило, мають найкращі параметри вимірювання.
Діапазон вимірювання вимірювального інструменту — діапазон значень вимірюваних величин, для яких інструмент вимірювання може бути використаний з похибкою, що не перевищує допустимі межі, без шкоди для міцності і стійкості інструменту та без порушення безпеки.